# تانگاسور
تانگاسور (نام علمی: Tangasaurus) نام یک سرده از رده خزندگان است.